# Radio K.A.O.S.
Radio K.A.O.S. — второй сольный студийный концептуальный альбом Роджера Уотерса (басиста группы Pink Floyd вплоть до 1983 года), вышедший в 1987 году.

## Концепция альбома и сюжет
Согласно описанию музыкального критика Энди Маббетта: 

 альбом рассказывает невероятную историю Билли, парализованного инвалида, который тем не менее способен общаться с людьми при помощи компьютера и телефона. По сути дела, Билли симулирует ядерную войну, чтобы напугать мир и заставить его разоружиться. Повествование Уотерса также включает нападки на «силы рынка» и то обстоятельство, что современный подход «информация есть власть» лишает множества людей возможности конкурировать на этом рынке.
Альбом завершается композицией «The Tide is Turning», которая была записана после акции Live Aid (1985) — в данном треке наиболее сильно выражена надежда автора на лучшее будущее.
Авторское описание сюжета альбома, более подробное, имеется в конверте пластинки.
В 1987 г. Дэвид Гилмор в интервью так отзывался об этом альбоме: «Много электроники, а музыки нет».

## Список композиций
1. Radio Waves[англ.] — 4:58
2. Who Needs Information — 5:55
3. Me or Him — 5:23
4. The Powers That Be — 4:36
5. Sunset Strip[англ.] — 4:45
6. Home — 6:00
7. Four Minutes — 4:00
8. The Tide Is Turning[англ.] (After Live Aid) — 5:43

## Участники записи
- Роджер Уотерс: вокал, гитары, бас, клавишные, сякухати
- Энди Файрвезер Лоу: электрогитары
- Джей Стэпли: электрогитары
- Мэл Коллинз: саксофоны
- Иан Ритчи: программирование Fairlight, программирование ударных, фортепиано, клавишные
- Грэм Броуд: барабаны и перкуссия
- Джон Линвуд: барабаны
- Ник Гленни-Смит: DX7, Emu
- Матт Ирвинг: орган Хаммонд
- Пол Каррак: приглашённый вокал
- Клер Торри: приглашённый вокал
- Сьюзанн Рэтиган: основной дополнительный вокал
- Кэти Киссун, Дорин Чантер, Мэдлин Белл, Стиви Ланджер, Вики Браун: дополнительный вокал
- Мужской хор The Pontardoulais, дирижёр Ноэль Дэвис, аранжировка Эрика Джонса